# درک چمبرلین
درک چمبرلین (انگلیسی: Derek Chamberlain؛ 6 January 1933 – ۲۰۱۳ (۷۹−۸۰ سال)) بازیکن فوتبال بود.
از باشگاه‌هایی که در آن بازی کرده‌است می‌توان به باشگاه فوتبال استون ویلا اشاره کرد.